# OMAP

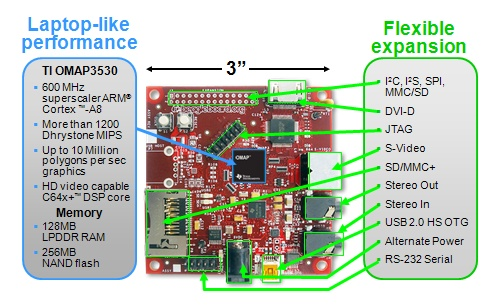
TI OMAP3530 no BeagleBoard

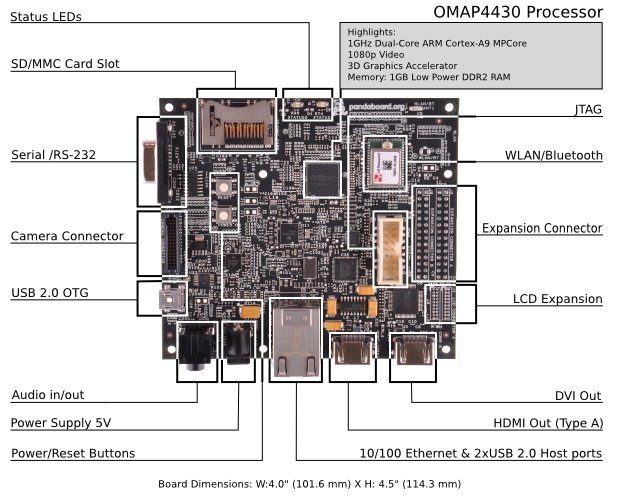
TI OMAP4430 no PandaBoard

OMAP (Open Platform Applications Multimedia ou Plataforma aberta para aplicações multimídia) é uma série de processadores de imagem / vídeo desenvolvida pela Texas Instruments. Eles são uma categoria de chips (SOCs) baseado em um sistema proprietário  para aplicações multimídia portáteis e móveis. Dispositivos OMAP geralmente incluem um núcleo de proposito geral do processador de arquitetura ARM somados a um ou mais co-processadores especializados. OMAP foram baseados nos processadores de sinais digitais da Texas Instruments série TMS320.
Em 26 de setembro de 2012, Texas Instruments anunciou que iria encerrar as suas operações para smartphone e tablet focando em plataformas embarcadas. O destino de OMAP, portanto, permanece incerto. Em 14 de Novembro de 2012, Texas Instruments anunciou que iria cortar 1.700 postos de trabalho, devido à sua mudança de móveis para plataformas embarcadas. 

## OMAP 5
O OMAP 5ª geração, OMAP 5 SoC utiliza um CPU dual-core ARM Cortex-A15 com dois núcleos Cortex-M4 adicionais para descarregar os A15 em tarefas menos intensivas computacionalmente para aumentar a eficiência energética, dois núcleos gráficos PowerVR SGX544MP e uma TI 2D BitBlt aceleradora gráfica dedicada , um display sub-sistema multi-tubulação e um processador de sinal. Eles, respectivamente, suportam câmeras de 24 e 20 megapixels na frente e gravação de vídeo na traseira em 3D HD. O chip também suporta até 8 GB de memória dual channel LPDDR2 / DDR3, saída para quatro monitores HD 3D e saída de vídeo HDMI 3D 1.4. OMAP 5 também inclui três portas USB 2.0, uma porta USB 3.0 OTG e 2.0 do controlador SATA.

## Processadores para aplicações multimídia

GStreamer e TI DMAI

Estes são comercializados apenas para fabricantes de celulares. Destinam-se a ser, chips de baixo custo altamente integrada para produtos de consumo. A série OMAP-DM se destinam a ser utilizados como co-processadores de mídia digital para dispositivos móveis com digital de alta megapixels e câmeras de vídeo.
O processador de sinal de imagem (ISP) é utilizada para acelerar o processamento de imagens de câmera.
- OMAP331 -  ARM9
- OMAP310 - ARM9
- OMAP-DM270 - ARM7 +  C54x DSP
- OMAP-DM299 - processador ARM7 + sinal de imagem (ISP) + SDRAM mDDR empilhados
- OMAP-DM500 - ARM7 + ISP + empilhados SDRAM mDDR
- OMAP-DM510 - ARM926 + ISP + 128 MB SDRAM empilhados mDDR
- OMAP-DM515 - ARM926 + ISP + 256 MB SDRAM empilhados mDDR
- OMAP-DM525 - ARM926 + ISP + 256 MB SDRAM empilhados mDDR